# 新川崎
新川崎（しんかわさき）は、神奈川県川崎市幸区の町名。丁目の設定がない単独町名。住居表示は実施済。小倉地域の一つでもある。

## 地理
幸区の北部に位置し、南北細長い区域になっている。また、東に鹿島田、南東に小倉1丁目、南西に大字小倉、南に新小倉、西に北加瀬1丁目、北西に中原区大倉町と接している。

## 歴史

### 沿革
新設された以前の歴史は、小倉を参照のこと。
- 2007年（平成19年）12月15日 - 住居表示の実施に伴い、 新鶴見操車場跡地の北部の鹿島田字宮城野、向耕地、中村、上通、下田向、西耕地、関面、小倉字居村耕地、北耕地、 北加瀬字山崎、八ノ沼のそれぞれ一部から新川崎が新設された[5][6]。

## 世帯数と人口
2025年（令和7年）6月30日現在（川崎市発表）の世帯数と人口は以下の通りである。
| 町丁   | 世帯数    | 人口    |
| ------ | --------- | ------- |
| 新川崎 | 1,070世帯 | 3,164人 |

### 人口の変遷
国勢調査による人口の推移。
| 年                 | 人口  |
| ------------------ | ----- |
| 2010年（平成22年） | 2,907 |
| 2015年（平成27年） | 3,301 |
| 2020年（令和2年）  | 3,200 |

### 世帯数の変遷
国勢調査による世帯数の推移。
| 年                 | 世帯数 |
| ------------------ | ------ |
| 2010年（平成22年） | 1,042  |
| 2015年（平成27年） | 1,044  |
| 2020年（令和2年）  | 1,043  |

## 学区
市立小・中学校に通う場合、学区は以下の通りとなる（2025年4月時点）。
| 番・番地等 | 小学校               | 中学校             |
| ---------- | -------------------- | ------------------ |
| 1～6番     | 川崎市立日吉小学校   | 川崎市立日吉中学校 |
| 7番        | 川崎市立東小倉小学校 | 川崎市立塚越中学校 |

## 事業所
2021年（令和3年）現在の経済センサス調査による事業所数と従業員数は以下の通りである。
| 町丁   | 事業所数 | 従業員数 |
| ------ | -------- | -------- |
| 新川崎 | 82事業所 | 1,690人  |

### 事業者数の変遷
経済センサスによる事業所数の推移。
| 年                 | 事業者数 |
| ------------------ | -------- |
| 2016年（平成28年） | 53       |
| 2021年（令和3年）  | 82       |

### 従業員数の変遷
経済センサスによる従業員数の推移。
| 年                 | 従業員数 |
| ------------------ | -------- |
| 2016年（平成28年） | 1,254    |
| 2021年（令和3年）  | 1,690    |

## 施設
- 新川崎ふれあい公園
- ニデック新川崎テクノロジーセンター
- 新川崎交通広場
- シンカモール
- K2タウンキャンパス
- さいわいふるさと公園

## その他

### 日本郵便
- 郵便番号 : 212-0032[3]（集配局 : 川崎港郵便局[14]）

### 警察
町内の警察の管轄区域は以下の通りである。
| 番・番地等 | 警察署   | 交番・駐在所 |
| ---------- | -------- | ------------ |
| 1〜6番     | 幸警察署 | 北加瀬交番   |
| 7番        | 幸警察署 | 日吉交番     |